# Lista de estádios de futebol da Bahia

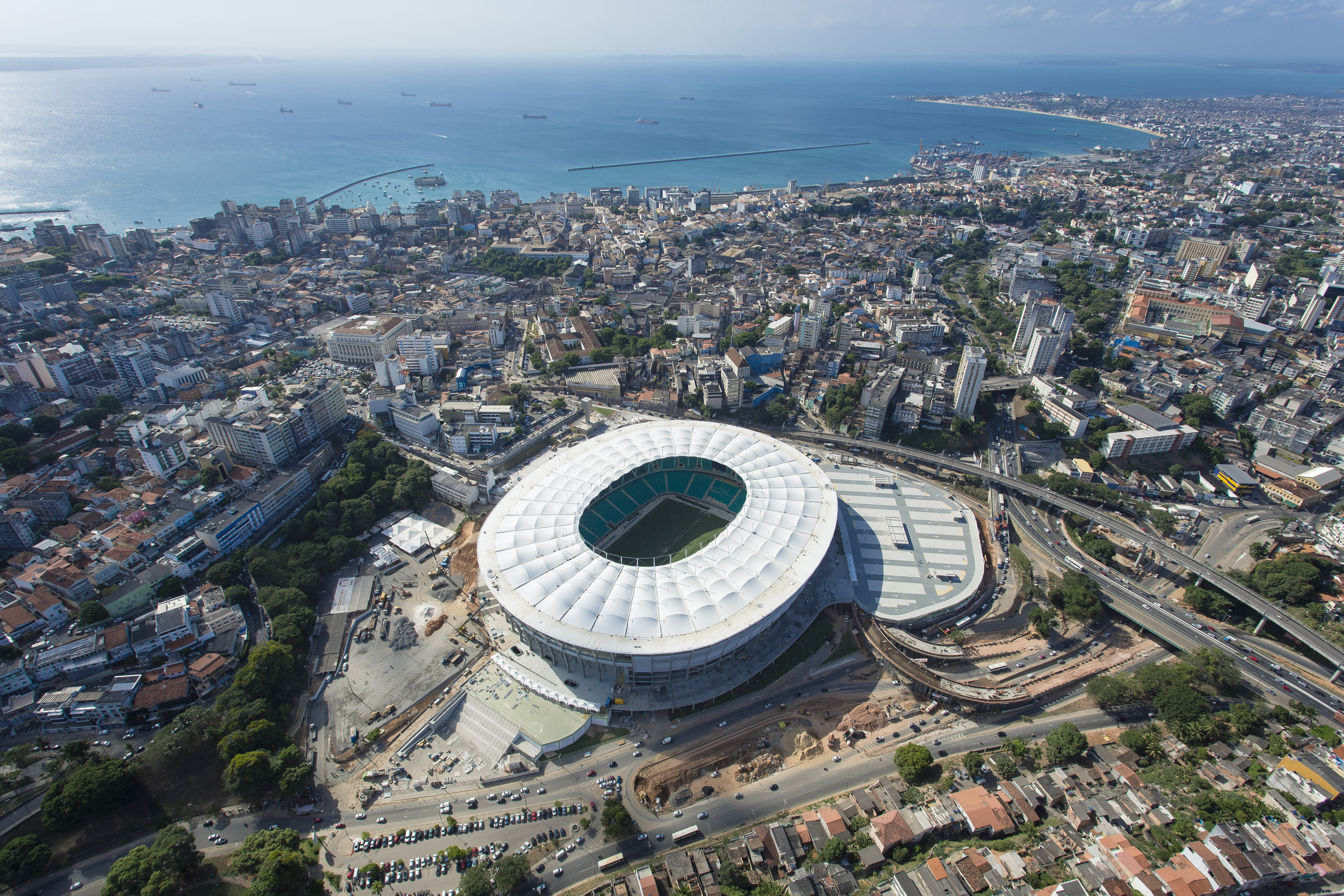
Fonte Nova, o maior estádio da Bahia, em Salvador

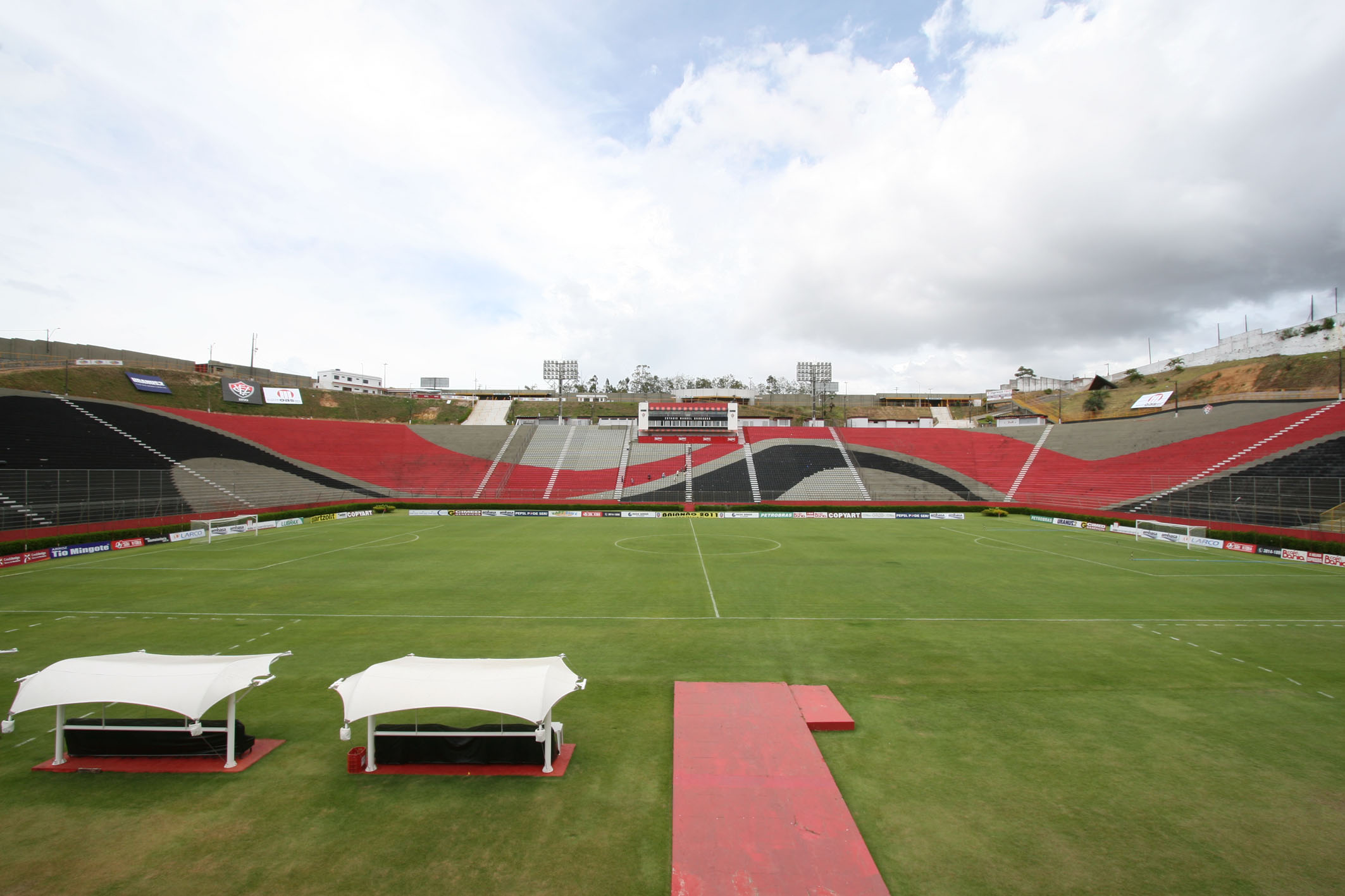
Barradão, o segundo maior estádio da Bahia, em Salvador

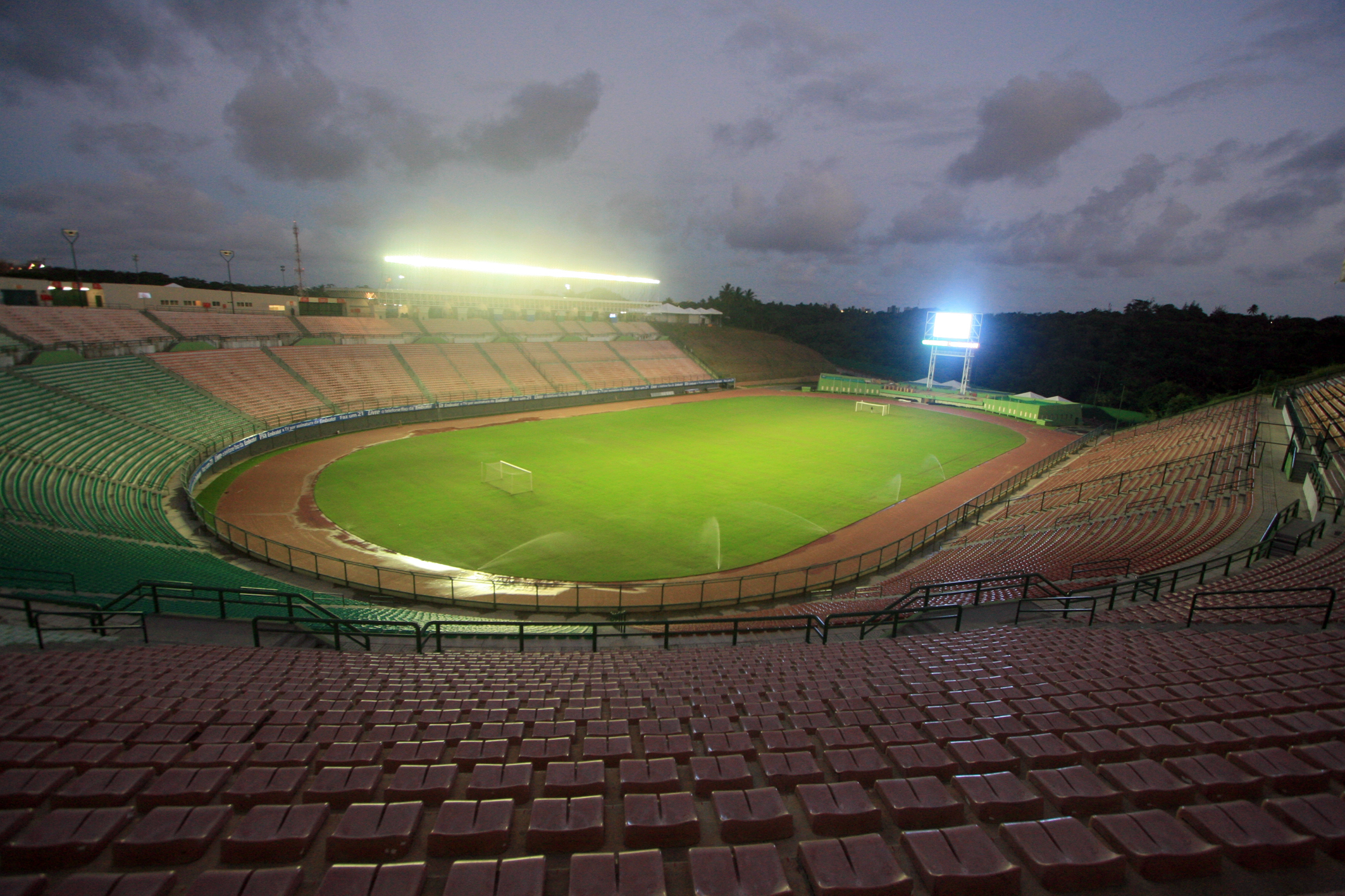
Pituaçu, o terceiro maior estádio da Bahia, em Salvador

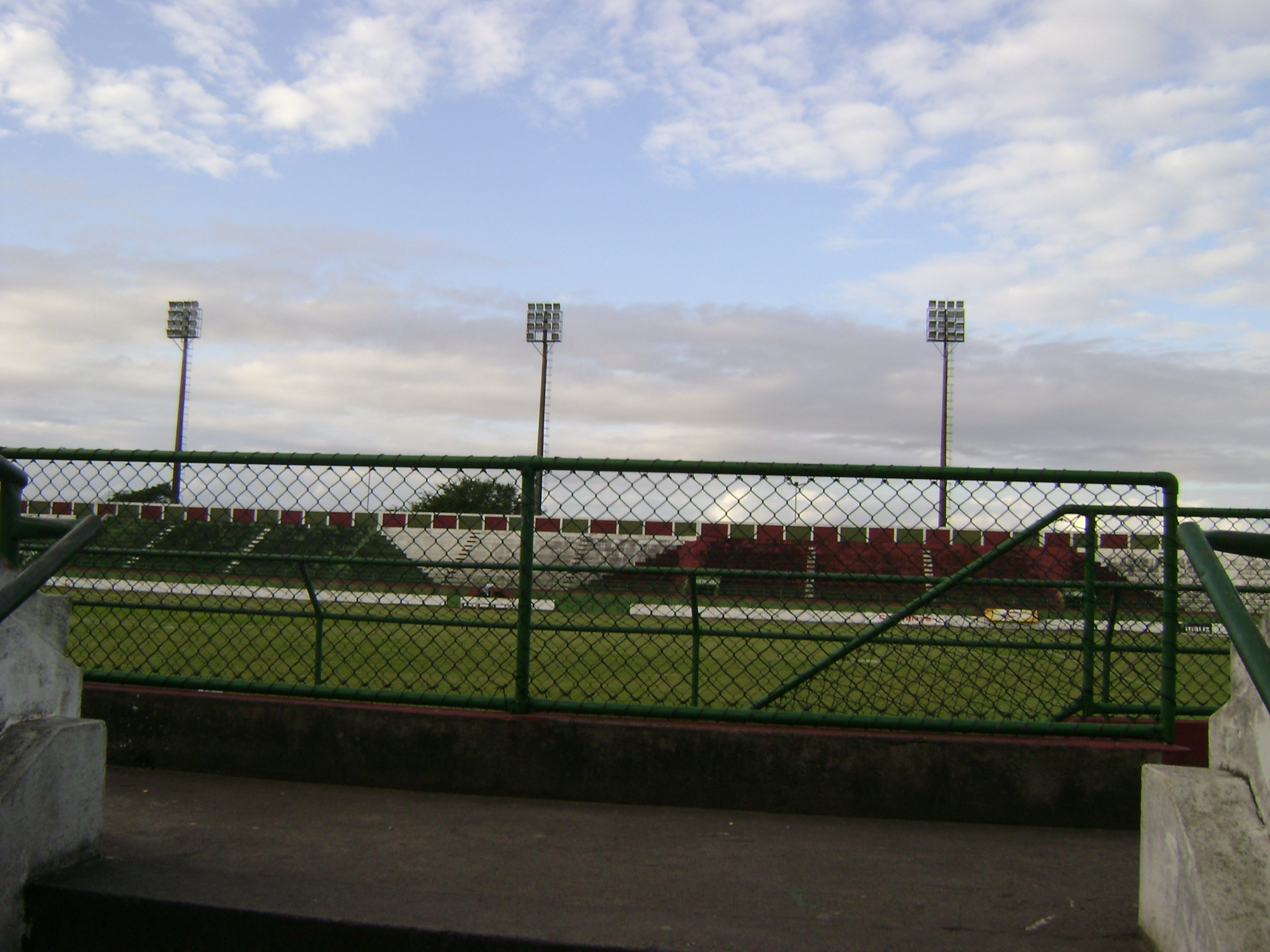
Joia da Princesa, o quarto maior estádio da Bahia, em Feira de Santana.

Esta é uma lista dos estádios de futebol da Bahia.

## Por região

### Região Metropolitana de Salvador
| Estádio                                    | Nome popular                          | Capacidade | Localidade             | Proprietário                         | Time                          | Inauguração | Ref   |
| ------------------------------------------ | ------------------------------------- | ---------- | ---------------------- | ------------------------------------ | ----------------------------- | ----------- | ----- |
| CT de Praia do Forte                       |                                       | 500        | Mata de São João       | Prefeitura de Mata de São João       | ABB                           | 2014        | [ 1 ] |
| Estádio Antônio Pena                       | Penão                                 | 3.000      | São Sebastião do Passé | Prefeitura de São Sebastião do Passé | Ratrans                       |             |       |
| Estádio Armando Oliveira                   |                                       | 7.000      | Camaçari               | Prefeitura de Camaçari               | Camaçari EC e Camaçariense    | 1985        | [ 2 ] |
| Estádio Cândido Soares                     |                                       | 3.000      | Mata de São João       | Prefeitura de Mata de São João       | ABB                           | 1992        | [ 3 ] |
| Estádio David Caldeira                     | Caldeirão                             | 4.000      | Candeias               | Prefeitura de Candeias               | Palmeiras Nordeste (até 2004) | 1987        |       |
| Estádio Edgard Santos                      |                                       | 4.000      | Simões Filho           |                                      | Leônico                       |             |       |
| Estádio Edvaldo Costa Santos               | Estádio de Itinga                     | 2.000      | Lauro de Freitas       |                                      |                               |             | [ 4 ] |
| Estádio Junqueira Ayres                    | Junqueirão                            | 3.000      | São Francisco do Conde | Prefeitura de São Francisco do Conde | AA São Francisco              |             |       |
| Estádio Luiz Viana Filho de Pojuca         |                                       | 3.500      | Pojuca                 | Prefeitura de Pojuca                 |                               | 1970        |       |
| Estádio Municipal de Dias D'Ávila          | Cajadão                               | 3.000      | Dias d'Ávila           | Prefeitura de Dias d'Ávila           |                               |             |       |
| Estádio Municipal de Madre de Deus         |                                       | 6.000      | Madre de Deus          | Prefeitura de Madre de Deus          | Madre de Deus                 |             | [ 5 ] |
| Estádio Municipal de Mar Grande            | Vicentão                              | 2.000      | Itaparica              | Prefeitura Municipal de Itaparica    |                               |             | [ 6 ] |
| Estádio Municipal Gerino de Souza Filho    | Estádio Municipal de Lauro de Freitas | 2.000      | Lauro de Freitas       |                                      |                               |             |       |
| Estádio Municipal Orlando Avelino de Jesus |                                       | 3.000      | Vera Cruz              | Prefeitura Municipal de Vera Cruz    |                               |             | [ 7 ] |
| Jockey Clube da Bahia                      |                                       |            | Lauro de Freitas       |                                      |                               |             |       |

#### Salvador
| Estádio                        | Nome popular         | Capacidade | Localidade             | Proprietário               | Time     | Inauguração             | Ref   |
| ------------------------------ | -------------------- | ---------- | ---------------------- | -------------------------- | -------- | ----------------------- | ----- |
| Arena Fonte Nova               | Fonte Nova           | 50.025     | Bairro de Nazaré       | Governo do Estado da Bahia | Bahia    | 5 de abril de 2013      | [ 8 ] |
| Estádio Deputado Galdino Leite | Vila Canária         | 8.000      | Bairro da Vila Canária | Ypiranga                   | Ypiranga | 19 de fevereiro de 1974 |       |
| Estádio Manoel Barradas        | Barradão             | 30.618     | Bairro de Canabrava    | Vitória                    | Vitória  | 11 de novembro de 1986  |       |
| Estádio Roberto Santos         | Estádio de Pituaçu   | 32.157     | Bairro de Pituaçu      | Governo do Estado da Bahia | Bahia    | 11 de março de 1979     |       |
| Estádio Santiago de Compostela | Parque Santiago, PST | 8.000      | Bairro de Brotas       | Galícia                    | Galícia  | 11 de fevereiro de 1995 | [ 9 ] |

#### Estádios antigos
| Estádio                    | Nome popular          | Capacidade | Localidade             | Proprietário                                 | Time | Inauguração            | Fechado em                               | Ref    |
| -------------------------- | --------------------- | ---------- | ---------------------- | -------------------------------------------- | --- | ---------------------- | ---------------------------------------- | ------ |
| Estádio Arthur Morais      | Campo da Graça        | 5.000      | Bairro da Graça        |                                              | AAB, Auto Bahia, Bahia, Bahiano de Tênis, Botafogo, Fluminense, Galícia, Guarany, Internacional-BA, Nacional-BA, Palestra, Vitória, Yankee e Ypiranga     | 19 de dezembro de 1920 |                                          | [ 10 ] |
| Estádio Octávio Mangabeira | Fonte Nova            | 60.000     | Bairro de Nazaré       | Governo do Estado da Bahia                   | ABB, Bahia, Botafogo-BA, Estrela de Março,Fluminense, Galícia, Guarany, Leônico, Palestra, Redenção, São Cristóvão AC, Universitários, Vitória e Ypiranga | 28 de janeiro de 1951  | 2007 (implodido em 29 de agosto de 2010) | [ 11 ] |
| Campo da LAET              | Campo de Brotas       |            | Bairro de Brotas       | Liga Amadora de Esportes Terrestres da Bahia | Ypiranga | 21 de novembro de 1932 |                                          |        |
| Campo da Pólvora           | Campo dos Mártires    |            | Bairro de Nazaré       |                                              | Fluminense, Vitória, Internacional de Cricket, Sul América e Ypiranga                                                                                     | 21 de outubro de 1901  |                                          |        |
| Ground do Rio Vermelho     | Campo do Rio Vermelho |            | Bairro do Rio Vermelho | Liga Bahiana de Desportos Terrestres         | Botafogo, Vitória e Ypiranga | 2 de junho de 1907     |                                          |        |

### Paraguaçu
| Estádio                                  | Nome popular     | Capacidade | Localidade                           | Proprietário                               | Time                                         | Inauguração            | Ref    |
| ---------------------------------------- | ---------------- | ---------- | ------------------------------------ | ------------------------------------------ | -------------------------------------------- | ---------------------- | ------ |
| Estádio Alberto Nogueira                 | Campo do Telê    | 1.000      | Irará                                |                                            |                                              |                        |        |
| Estádio Alberto Oliveira                 | Jóia da Princesa | 16.274     | Bairro Cruzeiro, em Feira de Santana | Ypiranga                                   | Astro, Bahia de Feira, Feirense e Fluminense | 13 de novembro de 1966 |        |
| Estádio Amado Fontoura                   |                  | 3.000      | Baixa Grande                         | Seleção de Baixa Grande                    |                                              |                        |        |
| Estádio Deraldão                         |                  | 4.000      | Mairi                                |                                            |                                              |                        |        |
| Estádio Ederval Nery                     |                  | 4.000      | Mundo Novo                           |                                            | Seleção de Mundo Novo                        | 1906                   |        |
| Estádio Eliel Martins                    | Arena Valfredão  | 5.000      | Riachão do Jacuípe                   | Prefeitura Municipal de Riachão do Jacuípe | Jacuipense                                   |                        |        |
| Estádio José Fernando de Carvalho Santos | Fernandão        | 10.000     | Coração de Maria                     |                                            |                                              |                        |        |
| Estádio Municipal Otávio Souza Santos    |                  | 10.000     | Piritiba                             |                                            |                                              |                        |        |
| Estádio da Primavera                     |                  | 1.500      | Piritiba                             |                                            |                                              |                        |        |
| Estádio Professor Jodilton Souza         | Arena Cajueiro   | 7.000      | Feira de Santana                     | Bahia de Feira                             | Bahia de Feira                               | 10 de julho de 2018    | [ 12 ] |

#### Estádios antigos
| Estádio                     | Nome popular | Capacidade | Localidade       | Proprietário | Time                        | Inauguração         | Fechado em | Ref |
| --------------------------- | ------------ | ---------- | ---------------- | ------------ | --------------------------- | ------------------- | ---------- | --- |
| Estádio Almachio Boaventura |              |            | Feira de Santana | Mário Porto  | Bahia de Feira e Fluminense | 23 de abril de 1953 | 1966       |     |

### Recôncavo Sul
| Estádio                                     | Nome popular                              | Capacidade | Localidade                                                 | Proprietário                      | Time                                      | Inauguração        | Ref    |
| ------------------------------------------- | ----------------------------------------- | ---------- | ---------------------------------------------------------- | --------------------------------- | ----------------------------------------- | ------------------ | ------ |
| Estádio Álvaro Pereira dos Santos           |                                           |            | Salinas da Margarida                                       |                                   |                                           |                    |        |
| Estádio Américo Barreto                     |                                           | 4.000      | Castro Alves                                               |                                   |                                           |                    |        |
| Estádio Governador Paulo Souto              | 25 de Julho                               | 3.000      | Centro de Cachoeira                                        | Prefeitura Municipal de Cachoeira |                                           |                    |        |
| Estádio Municipal Dr. Arlindo Rodrigues     |                                           |            | São Félix                                                  |                                   |                                           |                    |        |
| Estádio Municipal Carmelito Barbosa Alves   | Barbosão                                  | 8.000      | Bairro Cajá, em Cruz das Almas                             |                                   |                                           | 6 de março de 1988 |        |
| Estádio Municipal José Trindade Lobo        |                                           | 3.000      | Bairro Nossa Senhora das Graças, em Santo Antônio de Jesus |                                   | Feirense, Leônico e Palmeiras do Nordeste |                    | [ 13 ] |
| Estádio Municipal de Governador Mangabeira  |                                           |            | Governador Mangabeira                                      |                                   |                                           |                    |        |
| Estádio Municipal Odílio Fernandes de Souza | Estádio Municipal de São Miguel das Matas | 2.000      | São Miguel das Matas                                       |                                   |                                           |                    | [ 14 ] |
| Estádio Municipal Paulino Lima              |                                           |            | Muritiba                                                   |                                   |                                           |                    |        |
| Estádio Municipal Pedro Alves da Silva      | Pedrão                                    | 2.000      | Mutuípe                                                    |                                   |                                           |                    | [ 15 ] |
| Estádio Municipal Viriato Correia           |                                           | 8.000      | Bairro Muritiba, em Nazaré                                 | Prefeitura Municipal de Nazaré    |                                           |                    |        |

### Baixo Médio São Francisco
| Estádio                                    | Nome popular                    | Capacidade | Localidade                 | Proprietário                      | Time                      | Inauguração | Ref    |
| ------------------------------------------ | ------------------------------- | ---------- | -------------------------- | --------------------------------- | ------------------------- | ----------- | ------ |
| Estádio Adauto Moraes                      | Adautão                         | 8.000      | Centro de Juazeiro         | Prefeitura Municipal de Juazeiro  | Juazeirense e Juazeiro SC |             |        |
| Estádio Anastácio Antônio de Castro        | Estádio Municipal de Casa Nova  | 1.500      | Bairro Topol, em Casa Nova | Prefeitura Municipal de Casa Nova |                           |             |        |
| Estádio Dr. Walter Dias Ribeiro            |                                 |            | Remanso                    |                                   |                           |             |        |
| Estádio Municipal Francisco de Assis Rocha | Assisão                         |            | Sento Sé                   |                                   |                           |             |        |
| Estádio Municipal Durval Santos Torres     | Estádio Municipal de Curaçá     |            | Curaçá                     |                                   |                           |             | [ 16 ] |
| Estádio Municipal Manoel Otávio de Souza   | Estádio Municipal de Rodelas    |            | Rodelas                    |                                   |                           |             |        |
| Estádio Municipal de Abaré                 |                                 |            | Abaré                      |                                   |                           |             |        |
| Estádio Municipal Apolônio Sales           | Estádio Municipal de Sobradinho |            | Sobradinho                 |                                   |                           |             |        |

### Vale do Jiquiriçá
- Estádio Clovis Sales (Amargosa)
- Estádio Yagil de Castilho Fontoura (Itiruçu)
- Estádio Municipal Albérico Cunha da Silva (Maracás)
- Estádio Menandro Menahim (Jaguaquara)
- Estádio Fagundão (Lajedo do Tabocal)

### Chapada Diamantina
- Estádio Municipal de Boninal (Boninal)
- Estádio Municipal Antônio Matias de Oliveira (Bonito)
- Estádio Municipal de Iraquara (Iraquara)
- Estádio Municipal Jonival Lucas (Jussiape)
- Estádio Municipal de Lençóis (Lençóis)
- Estádio Municipal Beira Rio (Palmeiras)
- Estádio Municipal de Piatã (Piatã)
- Estádio Guanaesão (Seabra)
- Estádio Municipal Valdemir Alves Curiangão (Souto Soares)
- Estádio Municipal Antônio Muniz (Utinga)
- Estádio Manoel Matos (Wagner)

### Extremo sul
- Estádio Municipal Governador César Borges (Alcobaça)
- Estádio Orlandão Setenta (Belmonte)
- Estádio Antônio Carlos Carvalho da Silva (Caravelas)
- Estádio Araujão (Eunápolis)
- Estádio Manzolão de Itabela (Itabela)
- Estádio Clériston Andrade (Itagimirim)
- Estádio Municipal Juarez Barbosa (Itamaraju)
- Estádio Sady Teixeira (Itanhém)
- Estádio Municipal Planaltão (Medeiros Neto)
- Estádio Antônio Carlos Magalhães (Porto Seguro)
- Estádio Municipal Antônio Rodrigues Santana (Teixeira de Freitas)

### Litoral Sul
- Estádio Municipal Heraldo Rocha (Barra do Rocha)
- Estádio Municipal Antônio Carlos Magalhães (Buerarema)
- Estádio Municipal de Camacan (Camacan)
- Estádio 27 de Junho (Camamu)
- Estádio Pedro Menezes (Canavieiras)
- Estádio Antônio Barbosa Teixeira (Coaraci)
- Estádio Ângelo Magalhães (Gandu)
- Estádio Euclides Rosalino (Ibicaraí)
- Estádio Tesourão (Ibirataia)
- Estádio Mário Pessoa (Ilhéus)
- Estádio Pedro Caetano (Ipiaú)
- Estádio Luiz Viana Filho (Itabuna)
- Estádio José Fontoura (Itagibá)
- Estádio Humberto de O. Badaró (Itajuípe)
- Estádio Osvaldo Ferreira (Itapé)
- Estádio Municipal Barachisio Lisboa (Ituberá)
- Estádio Municipal de Piraí do Norte (Piraí do Norte)
- Estádio Felipe Miranda (Ubaitaba)
- Estádio Ferreirão (Uruçuca)
- Estádio Antônio Sereia (Valença)

### Litoral Norte
- Estádio Municipal Agenor Pereira dos Santos (Acajutiba)
- Estádio Antônio Carneiro (Alagoinhas)
- Estádio Municipal Mário Nascimento Souza[17] (Amélia Rodrigues)
- Estádio Comunitário Domingão (Aporá)
- Estádio Municipal de Cardeal da Silva (Cardeal da Silva)
- Estádio Antônio Pena (Catu)
- Estádio Roseirão (Conceição do Jacuípe)
- Estádio Lamberto Pinto (Conde)
- Estádio Municipal Maria dos Prazeres (Entre Rios)
- Estádio Municipal Moisés Ávila de Almeida (Esplanada)
- Estádio Municipal Roberto Santos (Rio Real)
- Estádio Luís Eduardo Magalhães (Terra Nova)

### Médio São Francisco
| Estádio                          | Nome popular | Capacidade | Localidade        | Proprietário | Time | Inauguração | Ref |
| -------------------------------- | ------------ | ---------- | ----------------- | ------------ | ---- | ----------- | --- |
| Estádio Antônio Carlos Magalhães | Andradão     | 4.200      | Barra             |              |      |             |     |
| Estádio Municipal Benjamin Farah |              | 1.500      | Bom Jesus da Lapa |              |      |             |     |
| Estádio Jason Ferreira Neto      | Netão        | 7.000      | Riacho de Santana |              |      |             |     |
| Estádio Municipal Quinteirão     |              | 5.000      | Ibotirama         |              |      |             |     |
| Estádio Piauzão                  |              |            | Carinhanha        |              |      |             |     |
| Estádio Municipal Waldemiro Cruz |              |            | Paratinga         |              |      |             |     |

### Piemonte da Diamantina
- Estádio Municipal Reginaldo Pereira (Caldeirão Grande)
- Estádio José Telephoro de Araújo (Campo Formoso)
- Estádio Municipal Angelo Francisco de Oliveira (Capim Grosso)
- Estádio Municipal Adejacy Lopes da Silva (Filadélfia)
- Estádio Municipal José Rocha (Jacobina)
- Estádio João Liberato (Miguel Calmon)
- Estádio Municipal Odilon Gomes da Rocha (Morro do Chapéu)
- Estádio Municipal Cláudio Barbosa (Pindobaçu)
- Estádio Alto do Jacuípe (São José do Jacuípe)
- Estádio Pedro Amorim Duarte (Senhor do Bonfim)
- Estádio Municipal Waldetrudes Carneiro de Magalhães (Serrolândia)
- Estádio União (Várzea do Poço)
- Estádio Almerentino Souza Miranda (Várzea Nova)

### Serra Geral
- Estádio Municipal Gilberto Cardoso Brito (Brumado)
- Estádio 2 de Julho (Guanambi)
- Estádio Municipal Edilson Pontes (Livramento de Nossa Senhora)
- Estádio Municipal João de Oliveira Figueiredo (Macaúbas)
- Estádio Municipal João Tanajura (Paramirim)
- Estádio Pequizão (Rio de Contas)

### Sudoeste
- Estádio Municipal Joaquim Xavier Sobrinho (Belo Campo)
- Estádio Municipal de Itapetinga (Itapetinga)
- Estádio Ozório F. de Oliveira (Itambé)
- Estádio Municipal Odilon Pompílio (Itororó)
- Estádio Waldomiro Borges (Jequié)
- Estádio Carlito Nova (Macarani)
- Estádio Heraldo Curvelo (Poções)
- Estádio Lomanto Júnior (Vitória da Conquista)
- Estádio Edivaldo Flores (Vitória da Conquista)

### Nordeste
- Estádio José Brígido da Silva (Araci)
- Estádio Municipal Agnaldo Alcântara (Cansanção)
- Estádio João de Souza Gouveia (Cícero Dantas)
- Estádio Wilson Brito (Cipó)
- Estádio Antônio Carlos Magalhães (Conceição do Coité)
- Estádio Municipal Venezão (Coronel João Sá)
- Estádio Municipal Valdomiro Pinheiro (Fátima)
- Estádio Luiz Agres de Carvalho (Euclides da Cunha)
- Estádio Municipal João Isaías Montalvão (Jeremoabo)
- Estádio Municipal Carmo Biscarde Filho (Nova Soure)
- Estádio Municipal Minervino Pinheiro (Monte Santo)
- Estádio Álvaro de Carvalho (Paulo Afonso)
- Estádio Municipal José Gaiola Filho (Paripiranga)
- Estádio Adauto Manuel da Cunha (Retirolândia)
- Estádio Ferreira Brito (Ribeira do Pombal)
- Estádio Nilson Rocha Bispo (Santaluz)
- Estádio Mariano Santana (Serrinha)
- Estádio Jocemy Américo de Oliveira (Teofilândia)
- Estádio Arlindo Dantas (Tucano)
- Estádio Evandro Mota Araújo (Valente)

### Oeste
- Estádio Luiz Eduardo Magalhães (Baianópolis)
- Estádio Nossa Senhora Santana (Angical)
- Estádio Geraldo Pereira (Barreiras)
- Estádio Municipal Arival Viana (Buritirama)
- Estádio Municipal Juarez Nunes (Canápolis)
- Estádio Municipal Anísio Teixeira (Catolândia)
- Estádio Municipal de Cocos (Cocos)
- Estádio Anísio Carvalho de Jesus (Formosa do Rio Preto)
- Estádio Municipal de Jaborandi (Jaborandi)
- Estádio Municipal Duduzão (Riachão das Neves)
- Estádio Turíbio Oliveira (Santa Maria da Vitória)
- Estádio Municipal Edson Alkimin (Santana)
- Estádio Municipal Ocival Rodrigues (São Desidério)
- Estádio Municipal de São Félix do Coribe (São Félix do Coribe)
- Estádio Municipal de Serra Dourada (Serra Dourada)

### Irecê
- Estádio Bernadino Araújo (América Dourada)
- Estádio Municipal Eurico Coelho (Barra do Mendes)
- Estádio Almir Ribeiro Maciel (Central)
- Estádio Argeo Hayne Bastos (Ibititá)
- Estádio Joviniano Otaviano Dourado (Irecê)
- Estádio Pereirão (São Gabriel)
- Estádio Hélcio Bessa (Xique-Xique)